# Space Nuts
Space Nuts (dt. Weltraum-Nüsse bzw. „Weltraum-Spinner“) ist eine Science-Fiction-Porno-Komödie von Wicked Pictures, die diverse Hollywood-Produktionen parodiert.

## Inhalt
Der Film erzählt von der Bedrohung des Universums durch Evil Overlord und seine Assistentin Dark Witch, die das Planetensystem in einen bösartigen Schatten gestellt haben. Prinzessin Hubba Hubba hat die Aufgabe, das Universum wieder zu retten. Zur Seite steht ihr dabei der Androide Jeeves und Captain Buzz StarFockker.
Der Film beginnt mit einer Szene in der die Prinzessin Hubba Hubba versucht, dem Evil Overlord mit ihrem Raumschiff „USS Royal Brat“ zu entkommen. Nach einer Sex-Szene mit Ensign Benson in ihren Gemächern greift Evil Overlord sie an und jagt ihr Raumschiff in die Luft. Die Prinzessin konnte jedoch entkommen und findet sich und ihren Androiden Jeeves (eine Mischung von C-3PO und Data (Star Trek), gespielt von Randy Spears) an Bord des „The Floating Balls“ Casino wieder, welches von Captain Buzz StarFockker geleitet wird. Als der Captain die Prinzessin und Jeeves findet, bestimmt er Jeeves zu einem Unterhaltungs-Androiden und die Prinzessin zur Kellnerin. Es dauert nicht lange, bis der Evil Overlord herausfindet, was mit der Prinzessin passiert ist und er fängt sie an Bord der The Floating Balls. Mit dem Plan, die Prinzessin zu heiraten, da ihr Ehemann die Kontrolle über einen großen Teil der Galaxie erhalten wird, bringt Overlord sie zu einem Hochzeitsort. Captain Buzz und Jeeves haben jedoch Overlords Angriff auf das Casino überlebt und das Wettrennen zur Rettung der Prinzessin, bevor sie dazu gezwungen wird, Evil Overlord zu heiraten, beginnt.

## Auszeichnungen
- 2004: AVN Award: Best Special Effects
- 2004: AVN Award: Best Sex Comedy
- 2004: AVN Award: Best DVD Menus
- 2004: AVN Award: Best New Starlet (Stormy)
- 2004: AVN Award: Best Supporting Actor Video (Randy Spears)
- 2004: AVN Award: Best Actor Video (Evan Stone)
- 2004: XRCO Award: Best Comedy or Parody
- 2004: XRCO Award: Best Single Performance, Actor (Randy Spears)

## Wissenswertes
- Der Film wurde am 30. September 2003 auf DVD veröffentlicht.
- Der Film zählt mit insgesamt 6 AVN-Awards zu den erfolgreichsten Filmen der Pornogeschichte.
- Die Ausstattung, Spezialeffekte und die Arbeit der Maskenbildner haben neue Maßstäbe für Porno-Filme gesetzt.
- Der Film enthält 3D-Animationen.
- Verantwortlich für Art Direction und Kostüme: Rod Hopkins.
- Der vollständige Titel lautet: Space Nuts: Episode 69 – Unholy Union.
- Ron Jeremy spielt eine Non-Sex-Rolle.
- Anspielungen auf andere Filme: Star Wars, Star Trek, Space Balls, Gladiator, Titanic, Alien und 2001: A Space Odyssey